# La Didone
La Didone (deutsch: Dido) ist eine Oper in einem Prolog und drei Akten von Francesco Cavalli (Musik) mit einem Libretto von Giovanni Francesco Busenello nach Vergils Epos Aeneis. Sie wurde in der Karnevalsaison 1640/41 im Teatro San Cassiano in Venedig uraufgeführt.

## Handlung
Die Szeneneinteilung der folgenden Inhaltsangabe entspricht dem venezianischen Libretto von 1656.

### Prolog

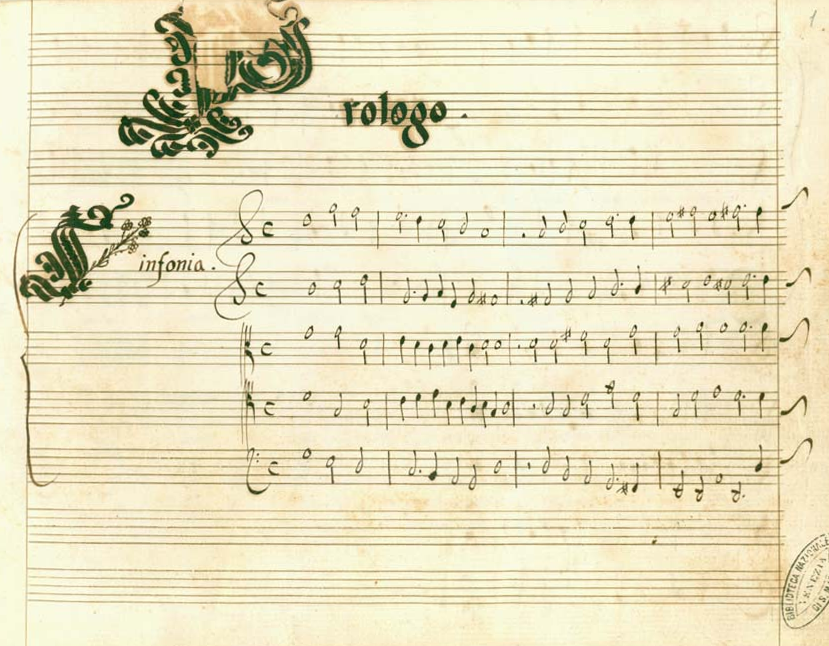
Anfang des Prologs im Partitur-Manuskript

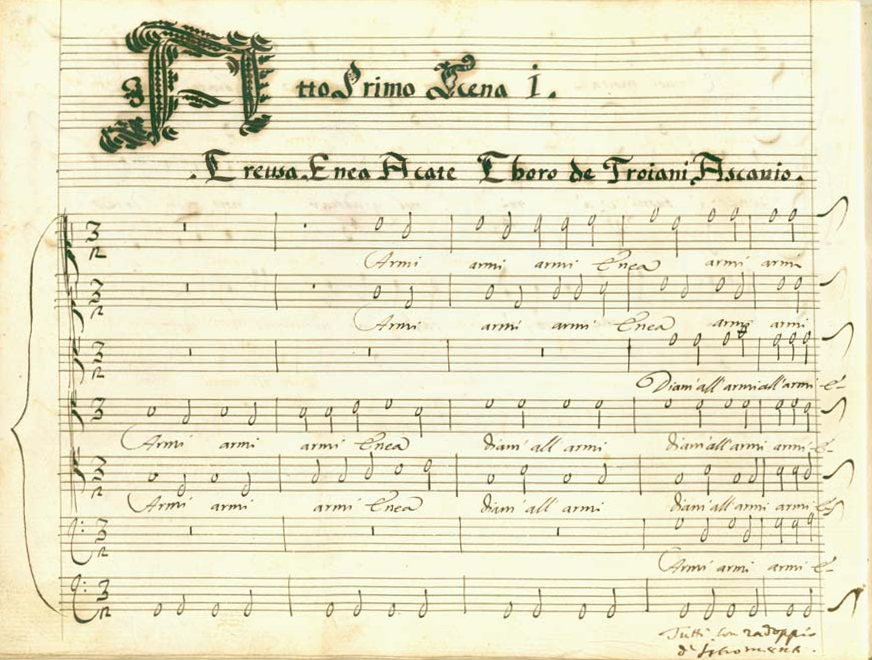
Anfang des ersten Akts im Partitur-Manuskript

Die Göttin Iride (Iris) erklärt den Untergang Trojas damit, dass Hera sich für das Urteil des Paris gerächt habe. Sie warnt alle Sterblichen davor, die Götter beleidigen.

### Erster Akt
Szene 1. Die trojanischen Krieger sammeln sich für einen letzten Angriff auf die Griechen. Creusa (Krëusa) erkennt, dass die Stadt bereits verloren ist. Sie fleht ihren Mann Enea (Aeneas) an, den Kampf aufzugeben und mit ihr, seinem Vater Anchise (Anchises) und dem gemeinsamen Sohn Ascanio (Ascanius) zu fliehen. Enea lässt sich jedoch weder von ihr noch von seinem Sohn zurückhalten. Er stürzt sich mit den anderen Trojanern in den Kampf.
Szene 2. Ascanio will seinem Vater in die Schlacht folgen, wird aber von Anchise zurückgehalten.
Szene 3. Cassandra (Kassandra) wird im Tempel vom Griechen Pirro angegriffen. Im letzten Moment erscheint Corebo, um sie zu retten. Er verwundet Pirro im Kampf und schlägt ihn in die Flucht, trägt jedoch selbst tödliche Verletzungen davon. Im Sterben gesteht er Cassandra seine Liebe.
Szene 4. Cassandra klagt über den Tod Corebos (Lamento: „L’alma fiacca svanì“).
Szene 5. Die Göttin Venere (Venus), Eneas Mutter, weist ihren Sohn darauf hin, dass das Schicksal der Stadt besiegelt sei. Sie befiehlt ihm, aus der Stadt zu fliehen. Da ein göttlicher Befehl keine Feigheit ist, gibt er nach. Venere verspricht, ihm die Schicksalsgöttin Fortuna gnädig zu stimmen.
Szene 6. Enea, Anchise, Ascanio und Creusa machen sich auf den Weg aus der Stadt. Creusa wird von Griechen getötet, als sie ihre Juwelen holen will.
Szene 7. Die alte trojanische Königin Ecuba (Hekabe) beklagt den Untergang ihres Reichs. Sie will nur noch sterben (Lamento: „Tremulo spirito“). Ihre Tochter Cassandra erinnert daran, dass sie all dies vorausgesehen hatte, ihre Warnungen aber kein Gehör fanden. Ecuba möchte mit ihr gemeinsam in den Tod gehen. Sie suchen nach einem „freundlichen Schwert“.
Szene 8. Der Grieche Sinon verhöhnt die unterlegenen Trojaner und den fehlgeleiteten Menelao.
Szene 9. Auf der Suche nach seiner Frau trifft Enea auf deren Schatten. Dieser informiert ihn über ihren Tod und verheißt ihm, dass Ascanio über Italien herrschen wird.
Szene 10. Venere bittet Fortuna, die Segel von Eneas Schiffen mit Wind zu füllen, um ihm eine schnelle Reise nach Italien zu ermöglichen. Fortuna sieht voraus, dass Enea in einen furchtbaren Sturm geraten wird. Sie wird dafür sorgen, dass er sicher an die afrikanische Küste gelangt.

### Zweiter Akt

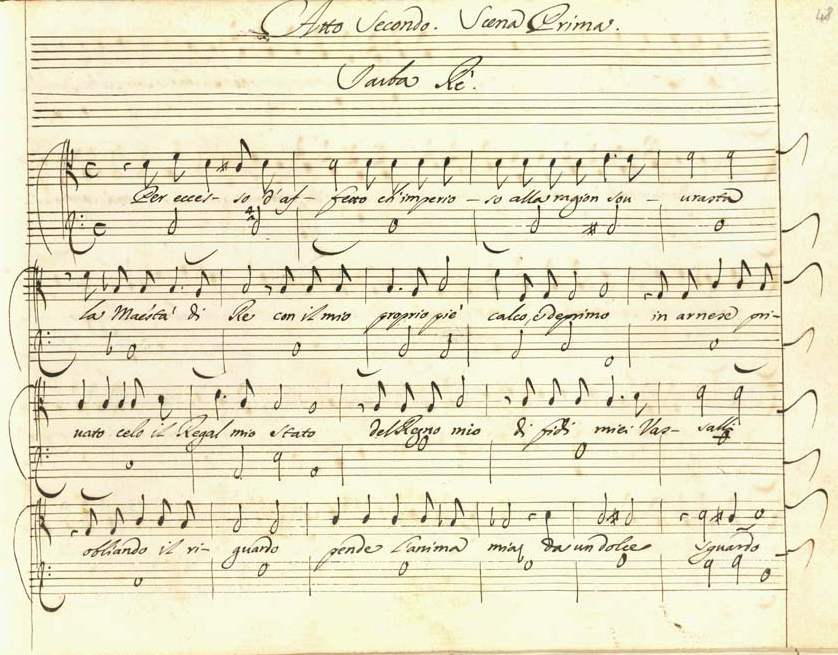
Anfang des zweiten Akts im Partitur-Manuskript

Szene 1. Iarba (Iarbas), der König der Gaetuler, hat sich heftig in die karthagische Königin Didone (Dido) verliebt. Er hat Zivilkleidung angelegt, um sich ihr unbemerkt nähern zu können (Iarba: „Chi ti diss’io“).
Szene 2. Als Didone mit ihren Hofdamen vorbeikommt, gibt sich Iarbas ihr zu erkennen und gesteht ihr seine Liebe. Sie weist ihn mit der Begründung zurück, dass sie noch um ihren verstorbenen Gemahl Sicheo (Sychaeus) trauere und diesem weiterhin treu bleiben wolle (Didone: „Il mio marito“ – Iarba: „Rivolgo altrove il piede“).
Szene 3. Didone erzählt ihrer Schwester Anna von einem düsteren Traum, in dem ein Schwert ihr Herz durchbohrte und Karthago unterging.
Szene 4. Giunone (Juno), die den Trojanern noch immer zürnt, bittet den Windgott Eolo (Aiolos), Eneas Schiffe mit einem Sturm zu vernichten.
Szene 5. Eolos ungenehmigte Aktion auf seinem Hoheitsgebiet erzürnt den Meeresgott Nettuno (Neptun). Er beauftragt Meeresnymphen, die Schiffe der Trojaner zu retten.
Szene 6. Die als Nymphe verkleidete Göttin Venere erwartet die Ankunft ihres Sohnes Enea in Afrika. Sie bittet ihren anderen Sohn Amore (Amor), die Gestalt Ascanios anzunehmen und Didone sanft mit seinem Pfeil zu verwunden, damit sie sich in Enea verliebt. Der echte Ascanio, den sie bereits in Schlaf versetzt hat, wird von den Grazien in ihrem Berg versteckt gehalten.
Szene 7. Enea betritt mit seinem Gefährten Acate und den übrigen Trojanern das Land. Er ist sich sicher, dass sie ihre schnelle Fahrt und die wundersame Rettung den Göttern verdanken.
Szene 8. Von Mutterliebe getrieben offenbart sich Venere Enea und weist ihn auf die Schönheit der hiesigen Königin hin. Ein Bote berichtet, dass Anchise von Einheimischen gefangen genommen wurde. Enea bittet Acate, mit Ascanio zum Königshof zu gehen und dort um Hilfe zu bitten.
Szene 9. Didone empfängt die trojanischen Gesandten freundlich und gestattet ihnen, die Stadt zu betreten. Ascanio/Amore weist sie auf den sich nähernden Enea hin. Didone ist sofort von dessen strahlendem und edlem Aussehen fasziniert.
Szene 10. Als Enea Didone um Schutz bittet, tut sie alles, um Aufenthalt der Trojaner so angenehm wie möglich zu machen.
Szene 11. Drei Hofdamen freuen sich darüber, dass sich ihre Königin offensichtlich wieder verliebt hat. Sie wollen ihrem Beispiel folgen (Terzett: „Udiste, o mie dilette“).
Szene 12. Iarba erkennt, dass Didones Ausrede nur vorgetäuscht war und sie Enea ihm vorzieht. Er wird aus Eifersucht wahnsinnig.
Szene 13. Ein alter Mann bedauert den unglücklichen Iarba.

### Dritter Akt

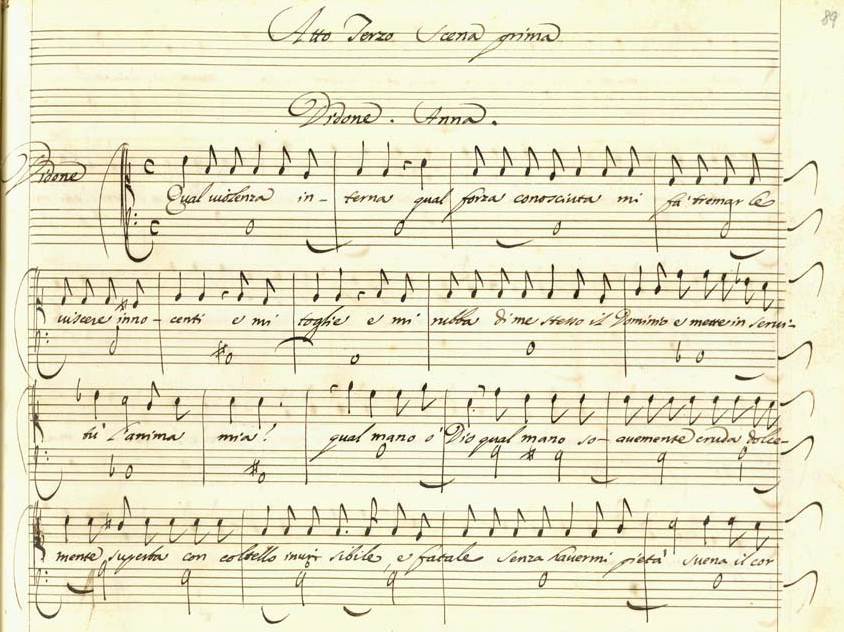
Anfang des dritten Akts im Partitur-Manuskript

Szene 1. Didone vertraut ihrer Schwester Anna an, dass sie unter Gewissensbissen wegen ihrer Liebe zu Enea leidet, da sie dadurch das Andenken an Sicheo verletzt. Anna redet ihr die Bedenken aus und rät ihr, sich der Liebe hinzugeben (Anna: „O regina, o mia Didone“). Bei einem gemeinsamen Jagdausflug mit dem Trojaner könne sie ihre Klagen in Freude verwandeln.
Szene 2. Der wahnsinnige Iarba flirtet mit zwei Hofdamen.
Szene 3. Jäger freuen sich auf den bevorstehenden Ausflug.
Szene 4. Giove (Jupiter) befiehlt dem Götterboten Mercurio (Mercurius), Enea zur Vernunft zu bringen, damit er nicht der Liebe verfällt.
Szene 5. Enea und Didone haben sich in eine abgelegene Höhle zurückgezogen, wo Didone eingeschlafen ist. Mercurio erinnert Enea an sein Schicksal, in Italien ein neues Königreich zu gründen, und mahnt ihn zum Aufbruch.
Szene 6. Enea ist zwischen Pflicht und Liebe hin- und hergerissen. Schließlich entscheidet er sich für die Pflicht und betrachtet vor seinem Aufbruch wehmütig die schlafende Didone (Enea: „Dormi cara Didone“).
Szene 7. Als Didone erwacht, erkennt sie erschüttert den Verrat Eneas, doch alles Flehen bleibt erfolglos, und sie fällt vor Schmerzen in Ohnmacht.
Szene 8. Der Schatten Sicheo wirft Didone vor, ihn vergessen zu haben, und schwört Rache.
Szene 9. Die drei Hofdamen kommen schnell über die Abreise der Männer hinweg, da sie die Liebe leicht nehmen.
Szene 10. Mercurio heilt Iarba von seinem Wahnsinn und verspricht ihm ein glückliches Leben mit Didone.
Szene 11. Didone will sich verzweifelt in ihr Schwert stürzen (Didone: „Porgetemi la spada“), doch Iarba hindert sie daran.
Szene 12. Iarba möchte sich ebenfalls töten, wird aber von Didone zurückgehalten. Sie ist jetzt bereit, ihn zu heiraten (Duett: „Son le tue leggi, Amore“).

## Gestaltung
Die erhaltene Partitur der Oper benötigt ein fünfstimmiges Streicherensemble und Basso continuo. An einigen Stellen kamen möglicherweise auch Hörner und Trompeten zum Einsatz. Ellen Rosand wies darauf hin, dass in Venedig zur Zeit der Uraufführung ein dreistimmiger Streichersatz üblich war und diese Partitur zu einer späteren Produktion in einer anderen Stadt gehört.
Die Modernität des Textbuchs der Didone zeigt sich deutlich im Vergleich mit Giacomo Badoaros fast gleichzeitig entstandenen Libretto zu Claudio Monteverdis Il ritorno d’Ulisse in patria. Während letzteres die klassische Bildungstradition fortsetzt und sich eng an die literarische Vorlage hält, behandelt Busenello Vergils Epos sehr frei. Im ersten Akt gibt es harte Szenenwechsel und eine Vielzahl von Schauplätzen. Hier werden sogar ein Zweikampf (Pirro/Corebo) und ein Mord (an Ecuba) auf offener Bühne gezeigt. Derartiges wurde auch später noch lange in der italienischen Oper gemieden. Die Handlung des zweiten Akts ist im Vergleich zur Vorlage stark ausgeschmückt. Im dritten Akt gibt es wieder schroffe Bildwechsel, und die Handlung hat nur noch wenig mit der Aeneis zu tun. Ungewöhnlich ist auch die respektlose Behandlung der Führungspersönlichkeiten: König Iarba wird als Wahnsinniger der Lächerlichkeit preisgegeben, und die Titelfigur scheitert bei ihrem Selbstmord und muss wie zur Strafe den zuvor abgewiesenen Iarba heiraten.:142f Busenello wies im Vorwort explizit darauf hin, dass er dichterische Freiheiten in Anspruch nahm. Er berief sich auf den „spanischen Brauch“ („all’usanza Spagnuola“), um die Abkehr von den drei Aristotelischen Einheiten des Orts, der Zeit und der Handlung zu rechtfertigen.:125, 134f
Anders als noch in Cavallis Vorgängeroper Gli amore di Apollo e di Dafne, dessen Libretto ebenfalls von Busenello stammt, sind die Szenen hier logischer angeordnet. Oft bilden mehrere Szenen dramatisch zusammengehörige Einheiten. Jane Glover nannte als möglichen Grund hierfür, dass es sich nicht um unsterbliche, sondern um menschliche Charaktere handelt, deren Geschichte direkter erzählbar ist als die eher zufälligen himmlischen Ereignisse des anderen Werks. Die Aufteilung der Handlung in die Spielorte Troja und Karthago entspricht derjenigen von Hector Berlioz’ Oper Les Troyens. Zusätzlich eingebunden ist hier die Tragödie der Cassandra. Die Titelfigur Didone erscheint erst im zweiten Akt.
Die Oper enthält einige ausgesprochen dramatische Rezitative. Besondere Wirkung entfalten die Lamentos der Cassandra („L’alma fiacca svanì“, I:4) und der Ecuba („Tremulo spirito“, I:7), die beide über Ostinato-Bässen mit absteigenden Tetrachorden verlaufen. Trotz des ähnlichen Grundschemas sind beide Lamenti musikalisch individuell gestaltet.
- Anfang des Lamentos der Cassandra:[7]
 Die Audiowiedergabe wird in deinem Browser nicht unterstützt. Du kannst die Audiodatei herunterladen.
- Anfang des Lamentos der Ecuba:[8]
 Die Audiowiedergabe wird in deinem Browser nicht unterstützt. Du kannst die Audiodatei herunterladen.

Bemerkenswerte Stücke im zweiten Akt sind die drei aufeinanderfolgenden Strophen-Arien der Didone („Udiste, o mie dilette“, II:2) und des Iarba („Chi ti diss’io“, II:1 und „Rivolgo altrove il piede“, II:2) und das Trio der drei Hofdamen im zweiten Akt („Udiste, o mie dilette“, II:11).
Im dritten Akt sind vor allem die Strophen-Arie der Anna („O regina, o mia Didone“, III:1), Eneas Schlaflied und Abschiedsarie („Dormi cara Didone“, III:6), Didones verzweifeltes Lamento vor ihrem Selbstmordversuch („Porgetemi la spada“, III:11) und ihr abschließendes Liebesduett mit Iarba („Son le tue leggi, Amore“, III:12) erwähnenswert.

## Werkgeschichte

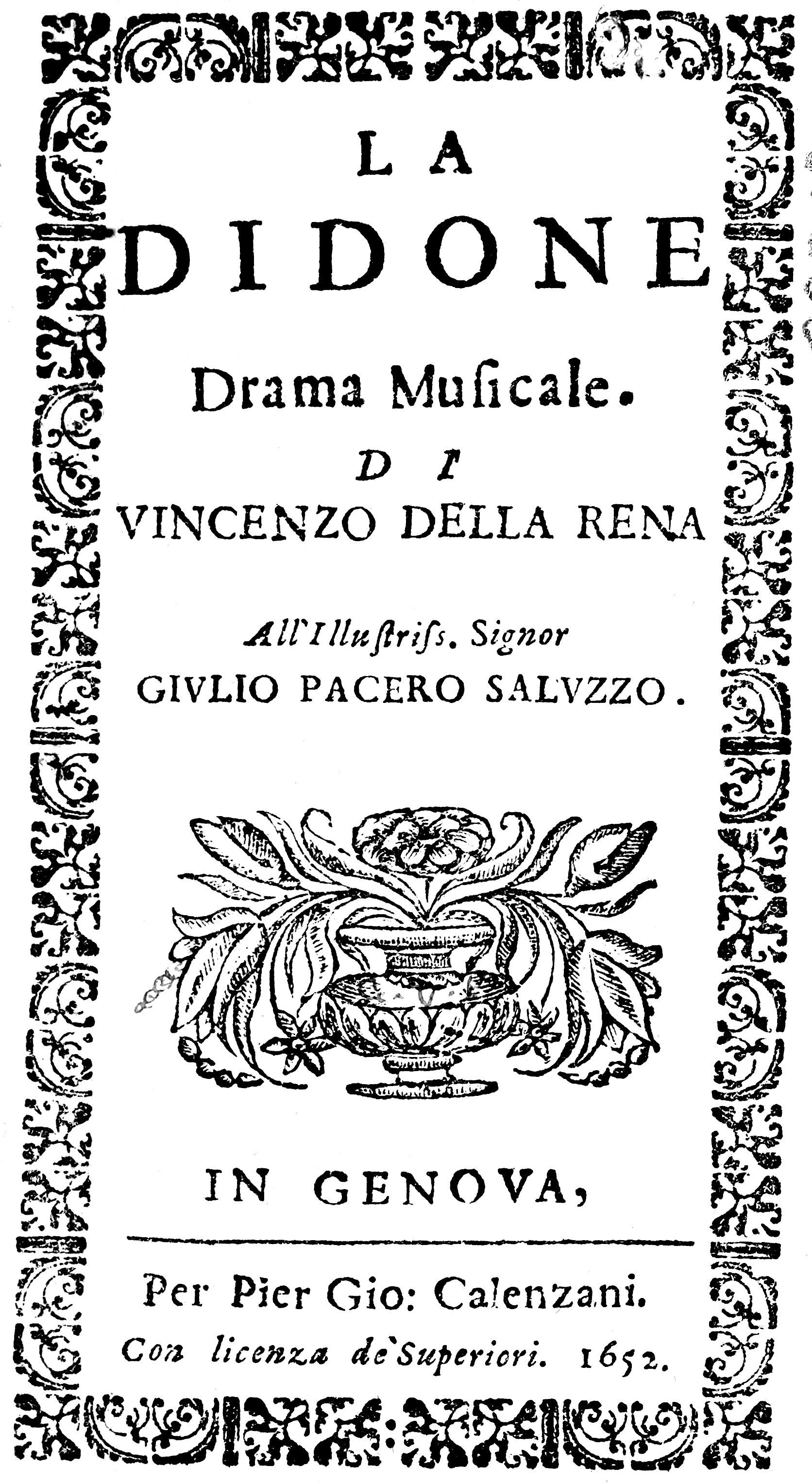
Titelblatt des Librettos, Genua 1652

La Didone ist die zweite Zusammenarbeit des Komponisten Francesco Cavalli mit dem Librettisten Giovanni Francesco Busenello. Dessen Text verarbeitet Vergils Epos Aeneis und ist damit die erste in Venedig gespielte Oper, deren Inhalt auf einer vorgeblich historischen Quelle basiert.
Die Uraufführung fand in der Karnevalsaison 1640/41 im Teatro San Cassiano in Venedig statt. Zeitgenössische Wiederaufführungen gab es 1650 in Neapel, 1652 in Genua, 1655 in Piacenza und 1660 in Mailand.
Das Autograf der Oper ist nicht erhalten. Allerdings ist die Abschrift der Partitur einer der Folgeproduktionen in der Biblioteca Nazionale Marciana in Venedig überliefert (I-Vnm, Contarini IV, 355 [=9879]). Sie wurde unter Aufsicht Cavallis von zwei Kopisten erstellt und von ihm persönlich korrigiert und ergänzt. Von der Uraufführungsproduktion 1641 ist nur das Szenarium erhalten. Busenellos Text erschien erst 1656 in seiner Librettosammlung Delle ore ociose im Druck. Außerdem sind gedruckte Libretti der verschiedenen Folgeproduktionen erhalten sowie ein Librettomanuskript, dessen Text mit keiner der anderen Ausgaben vollständig übereinstimmt.
Am 21. Juni 1952 gab es die erste Aufführung in neuerer Zeit Innenhof des Palazzo Pitti in Florenz in einer Fassung von Riccardo Nielsen. Die Inszenierung stammte von Gustaf Gründgens, die Choreografie von Léonide Massine. Unter der Leitung von Carlo Maria Giulini sangen u. a. Clara Petrella, Teresa Stich-Randall, Alessandro Ziliani und Italo Tajo.
Weitere Produktionen waren:
- 1958: RAI Mailand – Dirigent: Alfredo Simonetto; mit Clara Petrella (Didone), Francesco Albanese (Enea)
- 1972: I Virtuosi di Roma; Dirigent: Renato Fasano (?)
- 1990: Staatstheater Augsburg
- 1997: Glasgow International Early Music Festival – The Scottish Early Music Consort; Inszenierung: Kate Brown
- 1997: Schwetzinger Festspiele, Staatsoper Unter den Linden Berlin – Dirigent: Thomas Hengelbrock – Inszenierung: Jakob Peters-Messer; mit Yvonne Kenny (Didone, Cassandra), Laurence Dale (Enea), Alexander Plust (Iarba); Mitschnitt auf CD verfügbar
- 1997: Festival d’Ambronay, Théâtre de Villefranche, Besançon, Opéra d’Avignon und Opéra-Comique Paris – Dirigent: Christophe Rousset, Inszenierung: Pascal Paul-Harang; mit Claire Brua (Didone), Stuart Patterson (Enea), Imma Einsingbach (Cassandra), Evgueniy Alexiev (Iarba)
- 2000: Opéra de Lausanne – Dirigent: Christophe Rousset, Inszenierung: Éric Vigner; mit Juanita Lascarro (Didone, Creusa), Topi Lehtipuu (Enea), Ivan Ludlow (Iarba), Katalin Varkoyi (Cassandra); auch 2002 an der Opéra de Montpellier
- 2003: Prinzregententheater München – Dirigent: Christoph Hammer, Inszenierung: Alexander Nerlich; Christian Sturm (Enea)
- 2004: Amsterdam – Dirigent: Gabriel Garrido; mit Emanuela Galli (Didone), Furio Zanasi (Enea), Rebecca Ockengen (Cassandra); Mitschnitt auf CD verfügbar
- 2006: Washington – Dirigent und Inszenierung: Timothy Nelson; mit Bonnie McNaughton (Didone, Cassandra), Aaron Sheehan (Enea)
- 2006: Teatro Malibran Venedig, Teatro Gobetti Turin, Teatro alla Scala Mailand (2008) – Dirigent: Fabio Biondi, Inszenierung: Fakultät Design der Kunstuniversität Venedig; mit Claron McFadden (Didone), Magnus Staveland (Enea), Manuela Custer (Cassandra), Jordi Domenech (Iarba); Mitschnitt auf CD verfügbar
- 2007: Kaaitheater Brüssel, Royal Lyceum Theatre Edinburgh u. a. – The Wooster Group, Dirigent: Bruce Odland
- 2009: Theater am Goetheplatz Bremen – Dirigent: Detlef Bratschke, Inszenierung: Andreas Bode; mit Tanya Aspelmeier (Didone), Michael Hanisch (Enea), Moritz von Cube (Iarba)
- 2011: Théâtre de Caen, Grand Théâtre de la Ville de Luxembourg, Théâtre des Champs-Élysées Paris (2012) – Dirigent: William Christie, Inszenierung: Clément Hervieu-Léger; mit Anna Bonitatibus (Didone), Krešimir Spicer (Enea), Katherine Watson (Cassandra), Xavier Sabata (Iarba); Video-Mitschnitt verfügbar

## Aufnahmen
- Jahr unbekannt – Bernhard Klebel (Dirigent), Ensemble Musica Antiqua Wien, Wiener Motettenchor.
 Brigitte Poschner-Klebel (Iride und Venere), Marjana Lipovšek (Didone), Peter Schreier (Enea), Robert Kerns (Anchise und Nettuno), Edith Schmid (Creusa), James Bowman (Iarba), Diane Elias (Anna), Elisabeth Richards (Cassandra), Marius van Altena (Sicheo), Rudolf Katzböck (Pirro), Werner Krenn (Corebo und Eolo), Helmut Wildhaber (Ilioneo und Mercurio), Wilfried Gahmlich (Acate), Margarita Lilowa (Ecuba), Guido Pikal (Bote).
 Live, konzertant, Bearbeitung von Bernhard Klebel.[11]:2636
- 1997 – Thomas Hengelbrock (Dirigent), Balthasar-Neumann-Ensemble.
 Leonore von Falkenhausen (Iride und Fortuna), Yvonne Kenny (Didone und Cassandra), Laurence Dale (Enea), Peter-Jürgen Schmidt (Anchise und alter Mann), Uta Schwabe (Ascanio und Amore), Judith Howarth (Creusa und Giunone), Alexander Plust (Iarba), Katharina Kammerloher (Anna), Hermann Oswald (Sicheo und Pirro), Hans Jörg Mammel (Corebo und Eolo), Kwangchul Youn (Sinon, Giove und Nettuno), Rosemarie Lang (Ecuba), Bernhard Landauer (Mercurio), Wessela Zlateva (Venere).
 Studioaufnahme.
 Harmonia Mundi 05472-77354-2 (2 CDs).[11]:2638[12]
- Mai 1997 – Thomas Hengelbrock (Dirigent), Peter Messer (Inszenierung), Balthasar-Neumann-Ensemble.
 Besetzung wie bei der Studioaufnahme desselben Jahres.
 Live aus Schwetzingen.[11]:2640
- 8. Mai 2004 – Gabriel Garrido (Dirigent), Ensemble Elyma.
 Betsabée Haas (Iride, Fortuna und Hofdame), Emanuela Galli (Didone), Furio Zanasi (Enea), Stephan Imboden (Anchise und Giove), Philippe Jaroussky (Ascanio und Amore), Blandine Staskiewicz (Creusa und Anna), François-Nicolas Geslot (Iarba), Rebecca Ovenden (Cassandra, Giunone und Hofdame),  Mario Cecchetti (Pirro, Acate und Jäger), Stephan Van Dyck (Corebo, Eolo und Jäger), Alicia Berri (Ecuba und Hofdame), Fabián Schofrin (Mercurio), Elisabeth Holmertz (Venere), Iván García (Nettuno und Jäger), Joseph Schlesinger (Jäger).
 Live aus dem Concertgebouw Amsterdam.
 Übertragung auf NPO Radio 4.[10]
- 13.–19. September 2006 – Fabio Biondi (Dirigent), Carlo Majer (Fakultät Design der Kunstuniversität Venedig, Inszenierung), Europa Galante.
 Maria Grazia Schiavo (Iride und Venere), Claron McFadden (Didone), Magnus Staveland (Enea), Antonio Lozano (Anchise, Eolo und Sicheo), Isabel Alvarez (Ascanio, Fortuna und Amore), Donatella Lombardi (Creusa und Anna), Jordi Domènech (Iarba und Corebo), Manuela Custer (Cassandra und Giunone), Gian-Luca Zoccatelli (Pirro und Acate), Filippo Morace (Sinon und alter Mann), Marina de Liso (Ilioneo, Ecuba und Mercurio), Roberto Abbondanza (Giove und Nettuno).
 Video; live aus dem Teatro Malibran in Venedig.
 Dynamic 33537 (2 DVDs).[11]:2641
- 2011 – William Christie (Dirigent), Clément Hervieu-Léger (Inszenierung), Éric Ruf (Bühne), Les Arts Florissants.
 Claire Delbono (Iride und Venere), Anna Bonitatibus (Didone), Kresimir Spicer (Enea), Victor Torres (Anchise), Terry Wey (Ascanio und Amore), Tehila Nini Goldstein (Creusa und Giunone), Xavier Sabata (Iarba), Mariana Rewerski (Anna und Fortuna), Katherine Watson (Cassandra), Valerio Contaldo (Corebo und Eolo), Mathias Vidal (Ilioneo und Mercurio), Maria Streijffert (Ecuba).
 Video; live aus dem Théâtre de Caen.
 Opus Arte OA 1080 D (DVD).[13][14]

## Digitalisate
- La Didone: Noten und Audiodateien im International Music Score Library Project
- Libretto (italienisch), Genua 1652. Digitalisat im Internet Archive
- Libretto (italienisch), Piacenza 1655. Digitalisat bei Google Books
- Libretto (italienisch), Venedig 1656. Digitalisat im Internet Archive
- Libretto (italienisch), Mailand 1660. Digitalisat im Corago-Informationssystem der Universität Bologna